# 미진부
미진부(未珍夫, ?~?)는 신라의 장군으로, 진흥왕 때 거칠부와 함께 고구려를 공격하여 10개 군을 점령하였다. 

## 생애
미진부는 신라의 장군으로 551년(진흥왕 12년)에 아찬(阿飡)의 관등으로 거칠부 등 7명의 장군과 함께 고구려를 공격하였다. 백제와의 연합작전이었던 이 전쟁에서 백제가 한강 유역을 먼저 점령하자, 기세를 몰아 신라군은 고구려를 공격하여 죽령에서 고현까지 10개 군을 점령하였다. 이때 점령된 10개 군은 보통 강원도 및 함경도 남부 일대로 비정된다. 이후의 생애는 전하지 않는다.

## 미진부가 등장한 작품
- 《화랑》(KBS, 2016년~2017년, 배우:윤진호)